# Juan Manuel Correa
Juan Manuel Correa (ur. 9 sierpnia 1999 w Quito) – amerykańsko-ekwadorski kierowca wyścigowy. Od 2021 roku kierowca Formuły 3 w zespole ART Grand Prix. W 2022 roku jest również kierowcą European Le Mans Series w zespole Prema Racing w klasie LMP2.

## Wyniki

### Podsumowanie
| Sezon | Seria                   | Zespół                        | Starty | P1 | PP | NO | Podia | Punkty | Pozycja |
| ----- | ----------------------- | ----------------------------- | ------ | -- | -- | -- | ----- | ------ | ------- |
| 2016  | Włoska Formuła 4        | Prema Powerteam               | 18     | 3  | 2  | 2  | 4     | 105,5  | 6       |
| 2016  | Niemiecka Formuła 4     | Prema Powerteam               | 24     | 0  | 0  | 2  | 1     | 91     | 10      |
| 2017  | Włoska Formuła 4        | Prema Powerteam               | 6      | 0  | 0  | 0  | 0     | 10     | NS†     |
| 2017  | Niemiecka Formuła 4     | Prema Powerteam               | 15     | 0  | 0  | 1  | 1     | 86     | 9       |
| 2017  | Seria GP3               | Jenzer Motorsport             | 7      | 0  | 0  | 0  | 0     | 0      | 22      |
| 2018  | Toyota Racing Series    | M2 Competition                | 15     | 2  | 1  | 2  | 3     | 756    | 4       |
| 2018  | Seria GP3               | Jenzer Motorsport             | 18     | 0  | 0  | 0  | 0     | 42     | 12      |
| 2019  | Formuła 2               | Sauber Junior Team by Charouz | 16     | 0  | 0  | 0  | 2     | 36     | 13      |
| 2021  | Formuła 3               | ART Grand Prix                | 20     | 0  | 0  | 0  | 0     | 11     | 21      |
| 2022  | Formuła 3               | ART Grand Prix                | 16     | 0  | 0  | 0  | 1     | 39     | 13      |
| 2022  | European Le Mans Series | Prema Racing                  | 2      | 1  | 0  | 1  | 2     | 40     | 7       |
| 2023  | Formuła 2               | Van Amersfoort Racing         |        |    |    |    |       |        |         |

† – Jako gość nie mógł zdobywać punktów.
| Legenda oznaczeń w tabelach wyników Wyświetl szablon na nowej stronie | Legenda oznaczeń w tabelach wyników Wyświetl szablon na nowej stronie                                                                     |
| Oznaczenie                                                            | Wyjaśnienie |
| --------------------------------------------------------------------- | --- |
| Złoty                                                                 | Zwycięzca lub mistrzostwo |
| Srebrny                                                               | 2. miejsce lub wicemistrzostwo |
| Brązowy                                                               | 3. miejsce lub II wicemistrzostwo |
| Zielony                                                               | Ukończył, punktował (w klasyfikacji generalnej, gdy zdobył co najmniej jeden punkt na przestrzeni sezonu, poza trzema powyższymi opcjami) |
| Niebieski                                                             | Ukończył, nie punktował (w klasyfikacji generalnej, gdy nie zdobył co najmniej jednego punktu na przestrzeni sezonu)                      |
| Czerwony                                                              | Nie zakwalifikował się (NZ) |
| Czerwony                                                              | Nie prekwalifikował się (NPK) |
| Różowy                                                                | Nie ukończył (NU) |
| Różowy                                                                | Niesklasyfikowany (NS) (w klasyfikacji generalnej, gdy nie został sklasyfikowany w żadnym wyścigu sezonu)                                 |
| Czarny                                                                | Zdyskwalifikowany (DK) |
| Czarny                                                                | Wykluczony (WYK/EX) |
| Biały                                                                 | Nie wystartował (NW) |
| Biały                                                                 | Kontuzjowany (K/INJ) |
| Biały                                                                 | Wyścig odwołany (OD/C) |
| Bez koloru                                                            | Został wycofany (WYC/WD) |
| Bez koloru                                                            | Nie przybył (NP/DNA) |
| Bez koloru                                                            | Nie brał udziału w treningach (NT/DNP) |
| Bez koloru                                                            | Nie został zgłoszony (–) |
| Pogrubienie                                                           | Start z pole position |
| Kursywa                                                               | Najszybsze okrążenie wyścigu |
| †                                                                     | Nie ukończył, ale jego rezultat został zaliczony ze względu na przejechanie więcej niż 90% dystansu wyścigu.                              |
| *                                                                     | Sezon w trakcie |
| 1/2/3                                                                 | Punktowana pozycja w sprincie kwalifikacyjnym                                                                                             |
| Lista systemów punktacji Formuły 1                                    | |

### GP3
| Rok  | Zespół            | Wyniki w poszczególnych eliminacjach | Wyniki w poszczególnych eliminacjach | Wyniki w poszczególnych eliminacjach | Wyniki w poszczególnych eliminacjach | Wyniki w poszczególnych eliminacjach | Wyniki w poszczególnych eliminacjach | Wyniki w poszczególnych eliminacjach | Wyniki w poszczególnych eliminacjach | Wyniki w poszczególnych eliminacjach | Wyniki w poszczególnych eliminacjach | Wyniki w poszczególnych eliminacjach | Wyniki w poszczególnych eliminacjach | Wyniki w poszczególnych eliminacjach | Wyniki w poszczególnych eliminacjach | Wyniki w poszczególnych eliminacjach | Wyniki w poszczególnych eliminacjach | Wyniki w poszczególnych eliminacjach | Wyniki w poszczególnych eliminacjach | Punkty | Pozycja |
| ---- | ----------------- | ------------------------------------ | ------------------------------------ | ------------------------------------ | ------------------------------------ | ------------------------------------ | ------------------------------------ | ------------------------------------ | ------------------------------------ | ------------------------------------ | ------------------------------------ | ------------------------------------ | ------------------------------------ | ------------------------------------ | ------------------------------------ | ------------------------------------ | ------------------------------------ | ------------------------------------ | ------------------------------------ | ------ | ------- |
| 2017 | Jenzer Motorsport | CAT                                  | CAT                                  | RBR                                  | RBR                                  | SIL                                  | SIL                                  | HUN                                  | HUN                                  | SPA                                  | SPA                                  | MNZ                                  | MNZ                                  | JER                                  | JER                                  | YAS                                  | YAS                                  |                                      |                                      | 0      | 22      |
| 2017 | Jenzer Motorsport | –                                    | –                                    | –                                    | –                                    | –                                    | –                                    | –                                    | –                                    | 15                                   | NU                                   | NU                                   | OD                                   | 15                                   | 17                                   | 12                                   | 13                                   |                                      |                                      | 0      | 22      |
| 2018 | Jenzer Motorsport | CAT                                  | CAT                                  | LEC                                  | LEC                                  | RBR                                  | RBR                                  | SIL                                  | SIL                                  | HUN                                  | HUN                                  | SPA                                  | SPA                                  | MNZ                                  | MNZ                                  | SOC                                  | SOC                                  | YAS                                  | YAS                                  | 42     | 12      |
| 2018 | Jenzer Motorsport | 8                                    | 4                                    | 9                                    | 12                                   | 19                                   | 13                                   | NU                                   | 15                                   | 7                                    | 5                                    | 11                                   | 10                                   | 17                                   | NU                                   | 9                                    | 5                                    | 8                                    | 6                                    | 42     | 12      |

### Formuła 2
| Rok  | Zespół                        | Wyniki w poszczególnych eliminacjach | Wyniki w poszczególnych eliminacjach | Wyniki w poszczególnych eliminacjach | Wyniki w poszczególnych eliminacjach | Wyniki w poszczególnych eliminacjach | Wyniki w poszczególnych eliminacjach | Wyniki w poszczególnych eliminacjach | Wyniki w poszczególnych eliminacjach | Wyniki w poszczególnych eliminacjach | Wyniki w poszczególnych eliminacjach | Wyniki w poszczególnych eliminacjach | Wyniki w poszczególnych eliminacjach | Wyniki w poszczególnych eliminacjach | Wyniki w poszczególnych eliminacjach | Wyniki w poszczególnych eliminacjach | Wyniki w poszczególnych eliminacjach | Wyniki w poszczególnych eliminacjach | Wyniki w poszczególnych eliminacjach | Wyniki w poszczególnych eliminacjach | Wyniki w poszczególnych eliminacjach | Wyniki w poszczególnych eliminacjach | Wyniki w poszczególnych eliminacjach | Wyniki w poszczególnych eliminacjach | Wyniki w poszczególnych eliminacjach | Punkty | Pozycja |
| ---- | ----------------------------- | ------------------------------------ | ------------------------------------ | ------------------------------------ | ------------------------------------ | ------------------------------------ | ------------------------------------ | ------------------------------------ | ------------------------------------ | ------------------------------------ | ------------------------------------ | ------------------------------------ | ------------------------------------ | ------------------------------------ | ------------------------------------ | ------------------------------------ | ------------------------------------ | ------------------------------------ | ------------------------------------ | ------------------------------------ | ------------------------------------ | ------------------------------------ | ------------------------------------ | ------------------------------------ | ------------------------------------ | ------ | ------- |
| 2019 | Sauber Junior Team by Charouz | BHR                                  | BHR                                  | BAK                                  | BAK                                  | CAT                                  | CAT                                  | MON                                  | MON                                  | LEC                                  | LEC                                  | RBR                                  | RBR                                  | SIL                                  | SIL                                  | HUN                                  | HUN                                  | SPA                                  | SPA                                  | MNZ                                  | MNZ                                  | SOC                                  | SOC                                  | YAS                                  | YAS                                  | 36     | 13      |
| 2019 | Sauber Junior Team by Charouz | 16                                   | 19                                   | 7                                    | 2                                    | NU                                   | 15                                   | NU                                   | 12                                   | 7                                    | 2                                    | 11                                   | 10                                   | 12                                   | 10                                   | 14                                   | 14                                   | OD                                   | OD                                   | –                                    | –                                    | –                                    | –                                    | –                                    | –                                    | 36     | 13      |

### Formuła 3
| Rok  | Zespół         | Wyniki w poszczególnych eliminacjach | Wyniki w poszczególnych eliminacjach | Wyniki w poszczególnych eliminacjach | Wyniki w poszczególnych eliminacjach | Wyniki w poszczególnych eliminacjach | Wyniki w poszczególnych eliminacjach | Wyniki w poszczególnych eliminacjach | Wyniki w poszczególnych eliminacjach | Wyniki w poszczególnych eliminacjach | Wyniki w poszczególnych eliminacjach | Wyniki w poszczególnych eliminacjach | Wyniki w poszczególnych eliminacjach | Wyniki w poszczególnych eliminacjach | Wyniki w poszczególnych eliminacjach | Wyniki w poszczególnych eliminacjach | Wyniki w poszczególnych eliminacjach | Wyniki w poszczególnych eliminacjach | Wyniki w poszczególnych eliminacjach | Wyniki w poszczególnych eliminacjach | Wyniki w poszczególnych eliminacjach | Wyniki w poszczególnych eliminacjach | Punkty | Pozycja |
| ---- | -------------- | ------------------------------------ | ------------------------------------ | ------------------------------------ | ------------------------------------ | ------------------------------------ | ------------------------------------ | ------------------------------------ | ------------------------------------ | ------------------------------------ | ------------------------------------ | ------------------------------------ | ------------------------------------ | ------------------------------------ | ------------------------------------ | ------------------------------------ | ------------------------------------ | ------------------------------------ | ------------------------------------ | ------------------------------------ | ------------------------------------ | ------------------------------------ | ------ | ------- |
| 2021 | ART Grand Prix | CAT                                  | CAT                                  | CAT                                  | LEC                                  | LEC                                  | LEC                                  | RBR                                  | RBR                                  | RBR                                  | HUN                                  | HUN                                  | HUN                                  | SPA                                  | SPA                                  | SPA                                  | ZAN                                  | ZAN                                  | ZAN                                  | SOC                                  | SOC                                  | SOC                                  | 11     | 21      |
| 2021 | ART Grand Prix | 15                                   | 10                                   | 14                                   | 6                                    | 16                                   | 9                                    | 10                                   | 24                                   | 14                                   | 14                                   | 14                                   | 14                                   | 22                                   | 18                                   | 21                                   | 28                                   | 17                                   | 27                                   | 9                                    | OD                                   | 11                                   | 11     | 21      |

### European Le Mans Series
| – | – | – | – | 3 | 1 |